# Maria van Brabant (1254-1321)

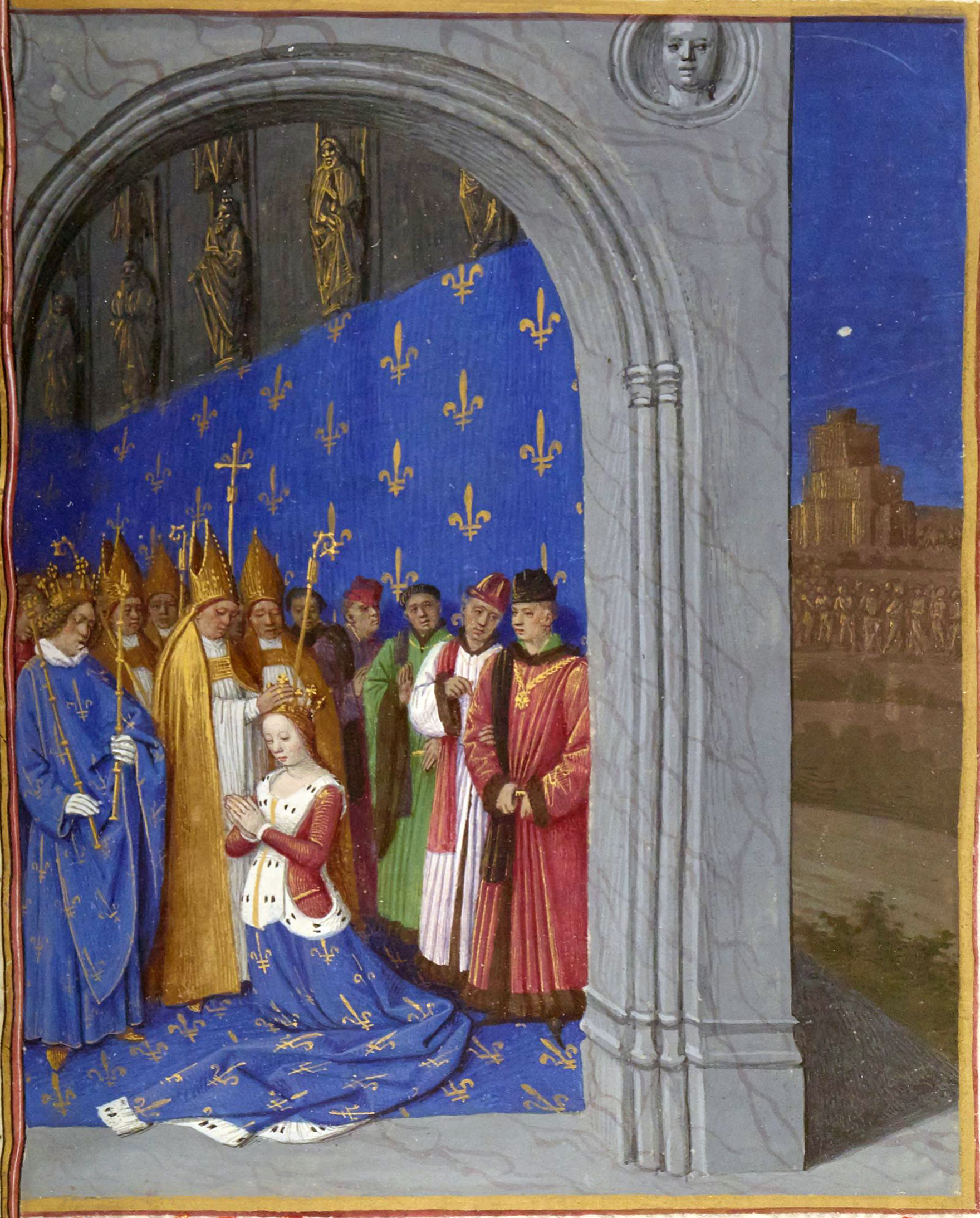
De kroning van Maria in de Sainte Chapelle in 1275 (15e-eeuwse miniatuur)

Maria van Brabant (Leuven, 13 mei 1254 — Les Mureaux, 10 januari 1321) was een Brabantse prinses en door haar huwelijk koningin van Frankrijk.

## Levensloop
Zij was een dochter van Hendrik III, hertog van Brabant, en Aleidis van Bourgondië. Door bemiddeling van haar vader huwde zij met weduwnaar Filips III, koning van Frankrijk, op 21 augustus 1274. Aan het Franse hof hield zij zich bezig met muziek en poëzie. Haar komst verstoorde het politieke evenwicht, dat werd gedomineerd door de Grote Kamerheer Pierre de la Broce, een lage edelman die in de gunst stond van de koning maar gehaat werd door de hoge edelen. De vijanden van Pierre de la Broce groepeerden zich rond de nieuwe koningin.
Toen in 1276 Maria's eerste kind Lodewijk geboren werd, stierf een andere Lodewijk, de tien jaar oude kroonprins uit het vorige huwelijk van Filips. Zijn dood was vanuit het graafschap Loon voorspeld door de mystica en zieneres Elisabeth van Spalbeek, mogelijk als onderdeel van een samenzwering om Pierre de la Broce ten val te brengen. De samenzweerders zouden het overlijden hebben voorgesteld als een goddelijke straf voor de (vermeende) homoseksuele relaties tussen de koning en de kamerheer, terwijl het in werkelijkheid was veroorzaakt door vergiftiging, bewerkstelligd door Maria en haar hofdame Felicitas van Perwijs. 
Wat er ook van zij, de intriges en de machtsstrijd barstten nu helemaal los. Niet minder dan vier onderzoekscommissies werden naar Elisabeth van Spalbeek gestuurd om haar wijzigende verklaringen de verifiëren. De eerste verklaring was belastend voor de koningin en volgens Lodewijk van Velthem zou ze zelfs een tijd zijn opgesloten met een hofdame. Maar daarna keerde het tij voor haar. Hoewel broeder Jan van Sint-Truiden en de burgemeester van Hoeselt op 31 januari 1278 nog getuigenissen aflegden die bezwarend waren voor de zieneres, werd daar geen rekening meer mee gehouden. Op 30 juni 1278 werd Pierre de la Broce zonder proces opgehangen aan de galg van Montfaucon, in aanwezigheid van zijn tegenstanders, onder wie Maria's broer Jan.
Al was de mogelijke gifmoord voor Maria goed afgelopen, haar rol aan het Franse hof bleef klein. In 1285 stierf Filips III en werd haar stiefzoon Filips IV koning. Later trok zij zich terug in een klooster in Les Mureaux, waar ze stierf in 1321. Haar lichaam werd niet begraven in de Sint-Denijsbasiliek maar in het franciscanenklooster van Parijs, de latere Club des Cordeliers.

## Literaire weerklank
Adenet le Roi, een dichter uit Maria's gevolg, schreef de roman Berte aus grans piés over een Franse koningin, Bertrada van Laon, die een onterechte beschuldiging teboven kwam. Dante zag het anders: in De goddelijke komedie achtte hij Pierre de la Broce onschuldig en schreef hij dat Maria – die toen nog leefde – goed voor hem zou moeten zorgen als zij niet naar de hel wilde gaan. 

## Nakomelingen
Filips III en Maria kregen volgende kinderen:
- Lodewijk van Évreux (mei 1276 - 19 mei 1319), stamvader van de koningen van Navarra van 1328 tot 1441
- Blanche (1278 - 19 maart 1305), gehuwd met hertog Rudolf III van Oostenrijk, later ook koning van Bohemen
- Margaretha (1282 - 14 februari 1317), gehuwd met koning Eduard I van Engeland.

## Voorouders
| Voorouders van Maria van Brabant | Voorouders van Maria van Brabant                                              | Voorouders van Maria van Brabant                                              | Voorouders van Maria van Brabant                                              | Voorouders van Maria van Brabant                                              | Voorouders van Maria van Brabant                                              | Voorouders van Maria van Brabant                                              | Voorouders van Maria van Brabant                                              | Voorouders van Maria van Brabant                                              |
| -------------------------------- | ----------------------------------------------------------------------------- | ----------------------------------------------------------------------------- | ----------------------------------------------------------------------------- | ----------------------------------------------------------------------------- | ----------------------------------------------------------------------------- | ----------------------------------------------------------------------------- | ----------------------------------------------------------------------------- | ----------------------------------------------------------------------------- |
| Overgrootouders                  | Hendrik I van Brabant (1183-1235) ∞ 1179 Mathilde van Boulogne (1161-1210)    | Hendrik I van Brabant (1183-1235) ∞ 1179 Mathilde van Boulogne (1161-1210)    | Filips van Zwaben (1179-1208) ∞ 1197 Irena Angela (1175/1181-1208)            | Filips van Zwaben (1179-1208) ∞ 1197 Irena Angela (1175/1181-1208)            | Odo III van Bourgondië (1166-1218) ∞ 1199 Alix van Vergy (1182-1252)          | Odo III van Bourgondië (1166-1218) ∞ 1199 Alix van Vergy (1182-1252)          | Robert III van Dreux (1185-1234) ∞ 1210 Eleonora van Saint-Valéry (1192-1250) | Robert III van Dreux (1185-1234) ∞ 1210 Eleonora van Saint-Valéry (1192-1250) |
| Grootouders                      | Hendrik II van Brabant (1207-1248) ∞ 1215 Maria van Zwaben (1201-1235)        | Hendrik II van Brabant (1207-1248) ∞ 1215 Maria van Zwaben (1201-1235)        | Hendrik II van Brabant (1207-1248) ∞ 1215 Maria van Zwaben (1201-1235)        | Hendrik II van Brabant (1207-1248) ∞ 1215 Maria van Zwaben (1201-1235)        | Hugo IV van Bourgondië (1213-1272) ∞ 1229 Yolande van Dreux (1212-1248)       | Hugo IV van Bourgondië (1213-1272) ∞ 1229 Yolande van Dreux (1212-1248)       | Hugo IV van Bourgondië (1213-1272) ∞ 1229 Yolande van Dreux (1212-1248)       | Hugo IV van Bourgondië (1213-1272) ∞ 1229 Yolande van Dreux (1212-1248)       |
| Ouders                           | Hendrik III van Brabant (1231-1261) ∞ 1251 Aleidis van Bourgondië (1233-1273) | Hendrik III van Brabant (1231-1261) ∞ 1251 Aleidis van Bourgondië (1233-1273) | Hendrik III van Brabant (1231-1261) ∞ 1251 Aleidis van Bourgondië (1233-1273) | Hendrik III van Brabant (1231-1261) ∞ 1251 Aleidis van Bourgondië (1233-1273) | Hendrik III van Brabant (1231-1261) ∞ 1251 Aleidis van Bourgondië (1233-1273) | Hendrik III van Brabant (1231-1261) ∞ 1251 Aleidis van Bourgondië (1233-1273) | Hendrik III van Brabant (1231-1261) ∞ 1251 Aleidis van Bourgondië (1233-1273) | Hendrik III van Brabant (1231-1261) ∞ 1251 Aleidis van Bourgondië (1233-1273) |
| Maria van Brabant (1254-1321)    |                                                                               |                                                                               |                                                                               |                                                                               |                                                                               |                                                                               |                                                                               |                                                                               |